# Pepeljevac (Lajkovac)
Pour les articles homonymes, voir Pepeljevac.
Pepeljevac (en serbe cyrillique : Пепељевац) est un village de Serbie situé dans la municipalité de Lajkovac, district de Kolubara. Au recensement de 2011, il comptait 671 habitants.

## Démographie

### Évolution historique de la population
| 1948  | 1953  | 1961 | 1971 | 1981 | 1991 | 2002 | 2011 |
| ----- | ----- | ---- | ---- | ---- | ---- | ---- | ---- |
| 1 060 | 1 040 | 934  | 872  | 855  | 822  | 733  | 671  |

|  |